# Fibigia membranacea
Fibigia membranacea là một loài thực vật có hoa trong họ Cải. Loài này được Rech.f. mô tả khoa học đầu tiên năm 1951.